# جورج ثورن
جورج لويس إليوت ثورن (من مواليد 4 يناير 1993) هو لاعب كرة قدم محترف إنجليزي لاعب خط الوسط الذي يلعب لنادي ديربي كاونتي. 

## روابط خارجية
- جورج ثورن على موقع قاعدة بيانات كرة القدم.إي يو (الإنجليزية)
- جورج ثورن على موقع Soccerbase.com (لاعب) (الإنجليزية)
- جورج ثورن على موقع عالم كرة القدم.نت (الإنجليزية)
- جورج ثورن على موقع AS.com (الإسبانية)